# Godomar III
Godomar III, Godemar, Gondemar, Gondomar o Gundomar, fou el darrer rei dels burgundis, que va regnar del 524 al 534. Era germà del rei Segimon el Sant i fill petit del rei Gundebald. Al contrari que el seu germà va restar fidel a la tendència arriana. Durant la invasió dels francs del 524 va restar inactiu i això va permetre la captura del seu germà pel rei merovingi Clodomir.
Presoner Segimon, Godomar, que manava l'exèrcit, va prendre el poder i va aixecar el país contra els francs; les guarnicions d'aquestos foren massacrades. Clodomir va haver de retornar per acabar definitivament amb el regne burgundi. Godomar III va reunir un exèrcit i va esperar als francs a l'est de Lió. A la batalla de Vézeronce, Godomar va vèncer als francs, i el rei Clodomir va morir en combat i el seu cap empalat a la punta d'una llança; així Burgúndia va guanyar uns anys més d'independència.
Els germans de Clodomir, Khildebert I i Clotari I, encara que privats del suport de Teodoric I d'Austràsia, germanastre de Clodomir i el més gran dels fills de Clodoveu I, lligat per llaços de parentiu amb Sigimon, amb la filla del qual s'havia casat, van decidir marxar junts contra Burgúndia. Després d'un any de setge els dos germans van acabar per conquerir Autun el 532. Llavors Godomar es va retirar a una vall alpina, anomenada després Valgaudemar (departament dels Alts Alps) que va agafar el seu nom. El seu vassall Josfredi, hauria ocupat la vall veïna al nord, la Vajouffrey (derivat de Valis Josfredi) al departament de l'Isère; avui dia les dues valls formen part del Parc Nacional dels Écrins i s'hi parlen formes dialectals d'origen burgundi. Després de la mort de Teodoric el 533, al que va succeir el seu fill Teodobert I, els francs van iniciar la darrera part de la campanya, i van dominar tota Burgúndia. La sort de Godomar és incerta. Es creu que va poder fugir potser cap al país dels alamans.
Burgúndia fou repartida entre els reis francs el 534: 
- Teodobert I, rei d'Austràsia, va rebre la part nord (Langres, Besançon, Autun, Châlons, Avenches (Aventicum), Windisch (Vindonissa), Martigny (Octodurus), etc.
- Khildebert I, rei de París, va obtenir el centre (Lió, Mâcon, Viena del Delfinat, Grenoble i potser Ginebra i la Tarentàsia)
- Clotari I, rei de Nèustria, segurament el sud fins al riu Durança (Durance).